# Lahovice
Lahovice (tyska: Lahowitz) är sedan 1968 en stadsdel i Tjeckiens huvudstad Prag. Sedan 1968 tillhör den stadsdistriktet (městský obvod) Prag 5 och sedan 1991 stadsdelskommunen (městská část) Praha-Zbraslav. Antalet invånare är 334.